# ابوجعفر بیهقی
احمدبن علی بیهقی یا ابوجعفر احمدبن علی بیهقی معروف به بوجعفرک بیهقی (۴۷۰– ۵۴۴ هجری)، از دانشمندان بلندپایه لغت، نحو، قرائت و تفسیر در سده‌های پنجم و ششم قمری و صاحب کتاب تاج المصادر و چندین کتاب دیگر است.

## زندگی‌نامه
او شاگرد اساتیدی مانند قاضی ابونصراحمدبن محمدبن صاعد حنفی، واعظ معتزلی، ابوالحسن علی بن حسن صندلی، ابوالفضل احمدبن محمد میدانی بوده است.

## آثار
آثار باقی‌مانده از بیهقی عبارت است از:
- المحیط بلغات القرآن،
- ینابیع اللغه، تصحیحی بر کتاب صحاح‌اللغه جوهری است.
- تاج المصادر[۲]
- المحیط بعلم القرآن یا المحیط بلغات القرآن که احمد عبدالغفور عطّار در مقدمه صحاح جوهری معتقد است این کتاب نوشته وی نیست.

## مرگ
احمدبن علی بیهقی پس از نماز عصر روز سه شنبه، آخرین روز از ماه رمضان ۵۴۴ بر اثر بیماری کوتاهی درگذشت و در روز عید فطر در مقبره نوح به خاک سپرده شد.